# Siuntio
Siuntio este o comună din Finlanda.